# Zeria zebrina
Espèce
Synonymes
- Solpuga zebrina Pocock, 1898

Zeria zebrina est une espèce de solifuges de la famille des Solpugidae.

## Distribution
Cette espèce se rencontre au Kenya et en Tanzanie.

## Description
Le mâle holotype mesure 15 mm.
Les mâles mesurent de 15 à 18 mm et les femelles de 15 à 18 mm.

## Publication originale
- Pocock, 1898 : On the scorpions, spiders and solpugas collected by Mr C. Stuart Betton in British East- Africa. Proceedings of the Zoological Society of London, vol. 1898, p. 497-524 (texte intégral).